# Etycyklidyna
Etycyklidyna (PCE) – organiczny związek chemiczny, anestetyk dysocjacyjny o działaniu psychoaktywnym. Efekty działania PCE są bardzo zbliżone do PCP, jednak intensywniejsze w przeliczeniu na dawkę. Ponieważ etycyklidyna wywołuje jeszcze więcej niepożądanych efektów niż PCP, nigdy nie zdobyła popularności jako rekreacyjny dysocjant. Substancja ta została otrzymana po raz pierwszy w latach 70. przez Parke-Davis jako potencjalny anestetyk. Badania nad nią zostały jednak zarzucone po odkryciu ketaminy, która okazała się dużo doskonalszym lekiem do znieczulania przedoperacyjnego.